# Liste der Bodendenkmäler in Schierling (Oberpfalz)
Auf dieser Seite sind die Bodendenkmäler in dem Oberpfälzer Markt Schierling zusammengestellt. Diese Tabelle ist eine Teilliste der Liste der Bodendenkmäler in Bayern. Grundlage ist die Bayerische Denkmalliste, die auf Basis des Bayerischen Denkmalschutzgesetzes vom 1. Oktober 1973 erstmals erstellt wurde und seither durch das Bayerische Landesamt für Denkmalpflege geführt wird. Die folgenden Angaben ersetzen nicht die rechtsverbindliche Auskunft der Denkmalschutzbehörde.

## Bodendenkmäler in Schierling

### Gemarkung Allersdorf
| Lage                  | Objekt | Akten-Nr.     | Bild |
| --------------------- | --- | ------------- | ---- |
| Allersdorf (Standort) | Siedlungen der Jungsteinzeit (Linearbandkeramik, Stichbandkeramik/Gruppe Oberlauterbach), der vorgeschichtlichen Metallzeiten und der römischen Kaiserzeit, Doppelgrabenwerk vor- und frühgeschichtlicher Zeitstellung. | D-3-7138-0017 |      |
| Allersdorf (Standort) | Siedlung vor- und frühgeschichtlicher Zeitstellung. | D-3-7138-0018 |      |
| Allersdorf (Standort) | Archäologische Befunde und Funde im Bereich der Katholischen Filialkirche Mariä Himmelfahrt in Allersdorf, darunter die Spuren von Vorgängerbauten bzw. älteren Bauphasen.                                              | D-3-7138-0090 |      |
| Allersdorf (Standort) | Frühneuzeitlicher Bestattungsplatz. | D-3-7139-0210 |      |
| Allersdorf (Standort) | Vorgeschichtlicher Bestattungsplatz mit Grabhügeln. | D-3-7238-0001 |      |
| Allersdorf (Standort) | Vorgeschichtliche Grabhügel. | D-3-7238-0002 |      |
| Allersdorf (Standort) | Siedlung der Jungsteinzeit (Stichbandkeramik/Gruppe Oberlauterbach, Münchshöfener und Altheimer Kultur). | D-3-7238-0003 |      |
| Allersdorf (Standort) | Siedlung vor- und frühgeschichtlicher Zeitstellung. | D-3-7238-0011 |      |
| Allersdorf (Standort) | Siedlung der Urnenfelderzeit. | D-3-7238-0013 |      |
| Allersdorf (Standort) | Siedlung der Stichbandkeramik/Gruppe Oberlauterbach. | D-3-7238-0014 |      |
| Allersdorf (Standort) | Endpaläolithische/mesolithische Freilandstation, Siedlung der Linearbandkeramik. | D-3-7238-0015 |      |
| Allersdorf (Standort) | Archäologische Befunde und Funde im Bereich Katholischen Expositurkirche St. Michael in Wahlsdorf, darunter die Spuren von Vorgängerbauten bzw. älteren Bauphasen.                                                      | D-3-7238-0017 |      |
| Allersdorf (Standort) | Archäologische Befunde der frühen Neuzeit im Bereich der Katholischen Kirche St. Klemens in Birnbach. | D-3-7238-0019 |      |

### Gemarkung Allkofen
| Lage                | Objekt                                              | Akten-Nr.     | Bild |
| ------------------- | --------------------------------------------------- | ------------- | ---- |
| Allkofen (Standort) | Siedlung vor- und frühgeschichtlicher Zeitstellung. | D-2-7139-0010 |      |

### Gemarkung Buchhausen
| Lage                  | Objekt | Akten-Nr.     | Bild |
| --------------------- | --- | ------------- | ---- |
| Buchhausen (Standort) | Grabhügel vorgeschichtlicher Zeitstellung. | D-2-7238-0068 |      |
| Buchhausen (Standort) | Vorgeschichtlicher Bestattungsplatz mit mindestens zwei Grabhügeln. | D-3-7138-0019 |      |
| Buchhausen (Standort) | Siedlung vor- und frühgeschichtlicher Zeitstellung. | D-3-7138-0020 |      |
| Buchhausen (Standort) | Mindestens ein verebneter vorgeschichtlicher Grabhügel. | D-3-7138-0021 |      |
| Buchhausen (Standort) | Vorgeschichtlicher Bestattungsplatz mit Grabhügeln, Siedlung der Jungsteinzeit, verebnete Viereckschanze der Spätlatènezeit.                                                                                | D-3-7138-0032 |      |
| Buchhausen (Standort) | Siedlung und Gräber der späten Bronzezeit, Siedlungen der jüngeren Urnenfelderzeit und der Latènezeit. | D-3-7138-0076 |      |
| Buchhausen (Standort) | Archäologische Befunde und Funde des Mittelalters und der frühen Neuzeit im Bereich der Katholischen Filialkirche St. Andreas in Mannsdorf, darunter die Spuren von Vorgängerbauten bzw. älterer Bauphasen. | D-3-7138-0091 |      |
| Buchhausen (Standort) | Mesolithische Freilandstation. | D-3-7138-0095 |      |
| Buchhausen (Standort) | Spätkeltische Viereckschanze. | D-3-7139-0001 |      |
| Buchhausen (Standort) | Teils verebnete Befestigung vor- und frühgeschichtlicher Zeitstellung, Höhensiedlungen der Jungsteinzeit und der römischen Kaiserzeit.                                                                      | D-3-7139-0002 |      |
| Buchhausen (Standort) | Siedlung vor- und frühgeschichtlicher Zeitstellung. | D-3-7139-0005 |      |
| Buchhausen (Standort) | Siedlungen der Jungsteinzeit (Linearbandkeramik, Münchshöfener Kultur und Altheimer Kultur) sowie der vorgeschichtlichen Metallzeiten.                                                                      | D-3-7139-0006 |      |
| Buchhausen (Standort) | Siedlung der Jungsteinzeit (Münchshöfener Kultur). | D-3-7139-0089 |      |
| Buchhausen (Standort) | Archäologische Befunde und Funde im Bereich der Katholischen Kirche St. Ulrich in Buchhausen, darunter die Spuren von Vorgängerbauten bzw. älterer Bauphasen.                                               | D-3-7139-0202 |      |
| Buchhausen (Standort) | Archäologische Befunde und Funde im Bereich der Katholischen Filialkirche St. Martin in Oberdeggenbach, darunter die Spuren von Vorgängerbauten bzw. älterer Bauphasen.                                     | D-3-7139-0204 |      |
| Buchhausen (Standort) | Siedlung der Jungsteinzeit (Altheimer Kultur). | D-3-7139-0222 |      |
| Buchhausen (Standort) | Grabhügelgruppe mit Brandschüttungsgräbern der mittleren Bronzezeit. | D-3-7238-0005 |      |
| Buchhausen (Standort) | Vorgeschichtlicher Bestattungsplatz mit mindestens einem Grabhügel. | D-3-7238-0006 |      |
| Buchhausen (Standort) | Siedlung der Jungsteinzeit (Altheimer Kultur). | D-3-7238-0008 |      |
| Buchhausen (Standort) | Als Damm erhaltener Abschnitt einer Altstraße. | D-3-7238-0012 |      |

### Gemarkung Dünzling
| Lage                | Objekt                                               | Akten-Nr.     | Bild |
| ------------------- | ---------------------------------------------------- | ------------- | ---- |
| Dünzling (Standort) | Zwei Dammstücke eines Altstraßenzuges (Römerstraße). | D-2-7138-0022 |      |

### Gemarkung Holztraubach
| Lage                    | Objekt                                                                     | Akten-Nr.     | Bild |
| ----------------------- | -------------------------------------------------------------------------- | ------------- | ---- |
| Holztraubach (Standort) | Grabhügel vorgeschichtlicher Zeitstellung, daraus Funde der Hallstattzeit. | D-2-7139-0027 |      |

### Gemarkung Inkofen
| Lage               | Objekt | Akten-Nr.     | Bild |
| ------------------ | --- | ------------- | ---- |
| Inkofen (Standort) | Siedlung der Jungsteinzeit und der Metallzeiten, römische Villa rustica. | D-3-7139-0096 |      |
| Inkofen (Standort) | Archäologische Befunde und Funde im Bereich von Schloss Inkofen, zuvor wohl mittelalterliche Burg, und im Bereich der Katholischen Pfarrkirche St. Jakobus d. Ä., zuvor Schloss- bzw. Burgkapelle. | D-3-7139-0196 |      |
| Inkofen (Standort) | Siedlung der Jungsteinzeit (Münchshöfener Kultur). | D-3-7139-0198 |      |
| Inkofen (Standort) | Mesolithische Freilandstation, Siedlung der Bronzezeit. | D-3-7139-0199 |      |
| Inkofen (Standort) | Siedlung und Grabenwerk vor- und frühgeschichtlicher Zeitstellung. | D-3-7139-0200 |      |

### Gemarkung Luckenpaint
| Lage                   | Objekt                                              | Akten-Nr.     | Bild |
| ---------------------- | --------------------------------------------------- | ------------- | ---- |
| Luckenpaint (Standort) | Vorgeschichtlicher Bestattungsplatz mit Grabhügeln. | D-3-7138-0027 |      |

### Gemarkung Rogging
| Lage               | Objekt                                             | Akten-Nr.     | Bild |
| ------------------ | -------------------------------------------------- | ------------- | ---- |
| Rogging (Standort) | Römische villa rustica mit zugehörigem Gräberfeld. | D-3-7139-0100 |      |

### Gemarkung Schierling
| Lage                  | Objekt | Akten-Nr.     | Bild |
| --------------------- | --- | ------------- | ---- |
| Schierling (Standort) | Vorgeschichtlicher Bestattungsplatz mit mindestens zwanzig Grabhügeln. | D-3-7138-0001 |      |
| Schierling (Standort) | Vorgeschichtlicher Bestattungsplatz mit mindestens sieben Grabhügeln. | D-3-7138-0002 |      |
| Schierling (Standort) | Archäologische Befunde des Mittelalters und der frühen Neuzeit im Bereich der Katholischen Pfarrkirche St. Peter und Paul in Schierling, darunter die Spuren von Vorgängerbauten bzw. älterer Bauphasen sowie einer abgegangenen mittelalterlichen Burg. | D-3-7138-0003 |      |
| Schierling (Standort) | Siedlung der Jungsteinzeit (Linearbandkeramik). | D-3-7138-0005 |      |
| Schierling (Standort) | Vorgeschichtlicher Bestattungsplatz mit verebneten Grabhügeln. | D-3-7138-0006 |      |
| Schierling (Standort) | Siedlungen der Jungsteinzeit, der frühen/mittleren sowie der späten Bronzezeit, der Latènezeit und der römischen Kaiserzeit. | D-3-7138-0008 |      |
| Schierling (Standort) | Vorgeschichtlicher Bestattungsplatz mit verebneten Grabhügeln. | D-3-7138-0009 |      |
| Schierling (Standort) | Siedlung der vorgeschichtlichen Metallzeiten. | D-3-7138-0010 |      |
| Schierling (Standort) | Siedlung vorgeschichtlicher Zeitstellung. | D-3-7138-0011 |      |
| Schierling (Standort) | Mesolithische Freilandstation, Siedlungen der Jungsteinzeit, der Spätlatènezeit und der römischen Kaiserzeit. | D-3-7138-0013 |      |
| Schierling (Standort) | Siedlung der Jungsteinzeit, der Latènezeit und der römischen Kaiserzeit. | D-3-7138-0014 |      |
| Schierling (Standort) | Siedlungen der Hallstattzeit und des Frühmittelalters. | D-3-7138-0015 |      |
| Schierling (Standort) | Jungsteinzeitliche bis latènezeitliche Siedlung, vorgeschichtlicher Bestattungsplatz. | D-3-7138-0016 |      |
| Schierling (Standort) | Siedlungen der Bronzezeit und der Frühlatènezeit, vor- und frühgeschichtlicher Bestattungsplatz. | D-3-7138-0023 |      |
| Schierling (Standort) | Siedlung vor- und frühgeschichtlicher Zeitstellung. | D-3-7138-0033 |      |
| Schierling (Standort) | Verebnete Viereckschanze der Spätlatènezeit, Siedlung der Latènezeit. | D-3-7138-0040 |      |
| Schierling (Standort) | Siedlung vor- und frühgeschichtlicher Zeitstellung. | D-3-7138-0041 |      |
| Schierling (Standort) | Siedlungen der Jungsteinzeit und der Urnenfelderzeit. | D-3-7138-0043 |      |
| Schierling (Standort) | Siedlung vor- und frühgeschichtlicher Zeitstellung. | D-3-7138-0044 |      |
| Schierling (Standort) | Siedlungen der Jungsteinzeit, der Bronzezeit, der Hallstattzeit und der Spätlatènezeit, Villa rustica der römischen Kaiserzeit. | D-3-7138-0046 |      |
| Schierling (Standort) | Siedlungen der Jungsteinzeit, der Bronzezeit und der römischen Kaiserzeit. | D-3-7138-0051 |      |
| Schierling (Standort) | Siedlung vor- und frühgeschichtlicher Zeitstellung. | D-3-7138-0052 |      |
| Schierling (Standort) | Vorgeschichtlicher Bestattungsplatz mit verebneten Grabhügeln. | D-3-7138-0053 |      |
| Schierling (Standort) | Wohl verebnete vorgeschichtliche Grabhügel. | D-3-7138-0054 |      |
| Schierling (Standort) | Siedlungen der Bronzezeit und der Latènezeit. | D-3-7138-0061 |      |
| Schierling (Standort) | Vorgeschichtlicher Bestattungsplatz mit verebneten Grabhügeln. | D-3-7138-0062 |      |
| Schierling (Standort) | Siedlungen der Jungsteinzeit und des Frühmittelalters. | D-3-7138-0067 |      |
| Schierling (Standort) | Siedlungen der Jungsteinzeit und der Urnenfelderzeit. | D-3-7138-0068 |      |
| Schierling (Standort) | Siedlungen der Jungsteinzeit und der römischen Kaiserzeit. | D-3-7138-0069 |      |
| Schierling (Standort) | Siedlungen der Jungsteinzeit (Münchshöfener Kultur), der frühen und mittleren Bronzezeit, der Urnenfelderzeit und der Späthallstatt-/Frühlatènezeit, Bestattungsplatz der Mittellatènezeit.                                                              | D-3-7138-0070 |      |
| Schierling (Standort) | Siedlung der römischen Kaiserzeit und wohl der Latènezeit. | D-3-7138-0071 |      |
| Schierling (Standort) | Siedlungen der Bronzezeit, der Hallstattzeit und der Latènezeit. | D-3-7138-0073 |      |
| Schierling (Standort) | Mesolithische Freilandstation, Siedlungen der Jungsteinzeit, der Urnenfelderzeit, der römischen Kaiserzeit und des Frühmittelalters. | D-3-7138-0074 |      |
| Schierling (Standort) | Vorgeschichtliche und frühmittelalterliche Siedlungen. | D-3-7138-0075 |      |
| Schierling (Standort) | Siedlung der Latènezeit. | D-3-7138-0077 |      |
| Schierling (Standort) | Archäologische Befunde und Funde im Bereich der Katholischen Nebenkirche St. Nikolaus in Schierling, darunter die Spuren von Vorgängerbauten bzw. älterer Bauphasen.                                                                                     | D-3-7138-0083 |      |
| Schierling (Standort) | Archäologische Funde und Funde im Bereich des Schlosses von Schierling, ehemals mittelalterliche Niederungsburg. | D-3-7138-0084 |      |
| Schierling (Standort) | Siedlungen der Jungsteinzeit (Endneolithikum), der Frühbronzezeit und der Spätlatènezeit. | D-3-7138-0085 |      |
| Schierling (Standort) | Vorgeschichtliche Siedlung. | D-3-7138-0096 |      |

### Gemarkung Unterlaichling
| Lage                      | Objekt | Akten-Nr.     | Bild |
| ------------------------- | --- | ------------- | ---- |
| Unterlaichling (Standort) | Siedlungen der Urnenfelderzeit und der römischen Kaiser. | D-3-7138-0035 |      |
| Unterlaichling (Standort) | Siedlung vor- und frühgeschichtlicher Zeitstellung oder des frühen Mittelalters.                                                                                              | D-3-7138-0038 |      |
| Unterlaichling (Standort) | Spätlatènezeitliche Viereckschanze. | D-3-7138-0039 |      |
| Unterlaichling (Standort) | Siedlung der Jungsteinzeit, römische Villa rustica. | D-3-7138-0048 |      |
| Unterlaichling (Standort) | Siedlung vor- und frühgeschichtlicher Zeitstellung. | D-3-7138-0049 |      |
| Unterlaichling (Standort) | Metallzeitliche Siedlung. | D-3-7138-0058 |      |
| Unterlaichling (Standort) | Siedlung der Bronzezeit, Urnenfelder- und Latènezeit sowie der römischen Kaiserzeit (villa rustica).                                                                          | D-3-7138-0059 |      |
| Unterlaichling (Standort) | Archäologische Befunde und Funde im Bereich der Katholischen Pfarrkirche Mariä Himmelfahrt in Unterlaichling, darunter die Spuren von Vorgängerbauten bzw. älteren Bauphasen. | D-3-7138-0088 |      |

### Gemarkung Zaitzkofen
| Lage                  | Objekt | Akten-Nr.     | Bild |
| --------------------- | --- | ------------- | ---- |
| Zaitzkofen (Standort) | Archäologische Befunde und Funde im Bereich der Katholischen Nebenkirche St. Margareta in Lindach, darunter die Spuren von Vorgängerbauten bzw. älterer Bauphasen. | D-3-7138-0093 |      |
| Zaitzkofen (Standort) | Archäologische Befunde und Funde im Bereich des Schlosses von Eggmühl, ehemals mittelalterliche Niederungsburg, mit zugehöriger Graben-Wall-Anlage und der Kath Filialkirche St. Laurentius, ehemals Schloss- bzw. Burgkapelle.                                                                                        | D-3-7139-0008 |      |
| Zaitzkofen (Standort) | Römische Villa rustica. | D-3-7139-0018 |      |
| Zaitzkofen (Standort) | Frühmittelalterliches Reihengräberfeld. | D-3-7139-0043 |      |
| Zaitzkofen (Standort) | Gräberfeld der Urnenfelderzeit. | D-3-7139-0045 |      |
| Zaitzkofen (Standort) | Siedlung der Latènezeit, wohl Bestattungsplatz der Spätbronzezeit. | D-3-7139-0046 |      |
| Zaitzkofen (Standort) | Vorgeschichtliches Gräberfeld mit mindestens neun Grabhügeln. | D-3-7139-0047 |      |
| Zaitzkofen (Standort) | Vorgeschichtliches Gräberfeld mit mindestens drei Grabhügeln. | D-3-7139-0048 |      |
| Zaitzkofen (Standort) | Siedlung vor- und frühgeschichtlicher Zeitstellung. | D-3-7139-0049 |      |
| Zaitzkofen (Standort) | Siedlung des Alt-/Mittelneolithikums. | D-3-7139-0050 |      |
| Zaitzkofen (Standort) | Siedlung des Mittelneolithikums (Stichbandkeramik). | D-3-7139-0051 |      |
| Zaitzkofen (Standort) | Siedlung vor- und frühgeschichtlicher Zeitstellung. | D-3-7139-0052 |      |
| Zaitzkofen (Standort) | Archäologische Befunde und Funde im Bereich der Friedhofskapelle St. Joseph in Pinkofen, ehemals Chor der historischen Ortskirche, darunter die Spuren des abgebrochenen spätgotischen Langhauses und zugehöriger Vorgängerbauten bzw. älterer Bauphasen sowie der aufgelassene Ortsfriedhof mit abgegangener Kapelle. | D-3-7139-0106 |      |
| Zaitzkofen (Standort) | Grabhügel vorgeschichtlicher Zeitstellung. | D-3-7139-0107 |      |
| Zaitzkofen (Standort) | Grabhügel vorgeschichtlicher Zeitstellung. | D-3-7139-0108 |      |
| Zaitzkofen (Standort) | Grabhügel vorgeschichtlicher Zeitstellung. | D-3-7139-0109 |      |
| Zaitzkofen (Standort) | Grabhügel vorgeschichtlicher Zeitstellung. | D-3-7139-0110 |      |
| Zaitzkofen (Standort) | Archäologische Befunde und Funde im Bereich der Katholischen Filialkirche St. Valentin in Unterdeggenbach, darunter die Spuren von Vorgängerbauten bzw. älterer Bauphasen. | D-3-7139-0208 |      |
| Zaitzkofen (Standort) | Archäologische Befunde und Funde im Bereich des Schlosses Zaitzkofen, ehemals mittelalterliche Burg. | D-3-7139-0212 |      |
| Zaitzkofen (Standort) | Untertägige Befunde der spätmittelalterlichen Marktbefestigung von Eggmühl mit Mauer und vorgelagerter Graben-Wall-Anlage, darunter die Spuren von zwei abgebrochenen Toren und Türmen. | D-3-7139-0214 |      |
| Zaitzkofen (Standort) | Archäologische Befunde und Funde des Mittelalters und der frühen Neuzeit im Bereich der historischen Marktsiedlung Eggmühl. | D-3-7139-0215 |      |
| Zaitzkofen (Standort) | Siedlung der Urnenfelderzeit. | D-3-7139-0216 |      |
| Zaitzkofen (Standort) | Siedlung der Urnenfelderzeit. | D-3-7139-0217 |      |
| Zaitzkofen (Standort) | Siedlung der römischen Kaiserzeit, Bestattungsplatz vor- und frühgeschichtlicher Zeitstellung. | D-3-7139-0218 |      |
| Zaitzkofen (Standort) | Siedlung der Urnenfelderzeit. | D-3-7139-0219 |      |
| Zaitzkofen (Standort) | Siedlung der Jungsteinzeit. | D-3-7139-0220 |      |
| Zaitzkofen (Standort) | Siedlung der Jungsteinzeit (Linearbandkeramik). | D-3-7139-0223 |      |
| Zaitzkofen (Standort) | Siedlungen der Jungsteinzeit und der Hallstattzeit. | D-3-7139-0224 |      |
| Zaitzkofen (Standort) | Bestattungsplatz vor- und frühgeschichtlicher Zeitstellung. | D-3-7139-0227 |      |
| Zaitzkofen (Standort) | Siedlung vor- und frühgeschichtlicher Zeitstellung. | D-3-7139-0228 |      |